# شهرک فرهنگیان غرب
شهرک فرهنگیان غرب تهران (سری سوم) نام مجتمع مسکونی است که در غرب تهران قرار دارد. این شهرک در ناحیه ۲ منطقه ۲۱ شهرداری تهران واقع است.
این مجتمع مسکونی از شرق به بلوار شیشه مینا، از غرب به شهرک آزادی، از شمال به اتوبان تهران کرج و از جنوب به بلوار ولیعصر محدود می‌گردد.
چون سرمایه‌گذار اصلی ساخت این مجتمع مسکونی تعاونی مسکن فرهنگیان وزارت آموزش و پرورش بوده‌است، این شهرک به نام فرهنگیان نامگذاری شده‌است. یکی از مهم‌ترین مشکلات مالکین آپارتمان‌های شهرک فرهنگیان عدم وجود سند مالکیتی برای واحدهاست که دلیل آن غصبی بودن قسمتی از زمین‌های شهرک عنوان شده‌است. این مشکل از بدو مسکونی شدن شهرک فرهنگیان وجود داشته و تاکنون مرتفع نشده‌است. لازم است ذکر شود که خرید و فروش واحدها به صورت قولنامه‌ای و از طریق مراجعه به هیئت مدیره شهرک فرهنگیان امکانپذیر می‌باشد.
این مجتمع شامل ۱۴۹۶ واحد مسکونی درقالب واحدهای ۲خوابه و ۳خوابه است و هر ۸ واحد یک بلوک را تشکیل می‌دهد که جمعاً داری ۱۸۷ بلوک است.
تعداد خانوار ساکن در این شهرک ۱۴۹۶ و جمعیت تقریبی آن ۷۰۰۰ نفر (۳۳۰۰ زن و۳۷۰۰ مرد) است.
از ویژگی‌های بارز شهرک فرهنگیان غرب وجود درختان و فضای سبز بین بلوک‌ها می‌باشد و این موضوع باعث شده پیاده‌روهای بین بلوک‌ها نمای زیبایی داشته باشند.

## حمل ونقل
- ایستگاه متروی ورزشگاه آزادی دقیقاً روبروی این شهرک و در ضلع شمالی اتوبان تهران کرج واقع است و از طریق یک زیر گذر و پل عابر پیاده امکان دسترسی از شهرک فرهنگیان به مترو امکان‌پذیر شده‌است.
- این شهرک فاقد تاکسی خطی است
- دو خط اتوبوس شرکت واحد، حمل و نقل مسافران این شهرک را بر عهده دارد: خط شهرک آزادی-پایانه آزادی و خط پایانه شهید باقری-پایانه آزادی. اهالی شهرک فرهنگیان می‌توانند در دو ایستگاه «جلوی در شهرک» و «پشت شهرک» (واقع در بلوار شیشه مینا) از این اتوبوس‌ها استفاده کنند.

اتوبوس شهرک آزادی در مسیر رفت، از داخل شهرک اکباتان و جلوی ایستگاه متروی شهرک اکباتان عبور می‌کند.

## سوخت
- پمپ بنزین جایگاه ۲۴۳ آزادی شرکت پتران
- پمپ گاز CNG استادیوم آزادی

## مراکز مذهبی

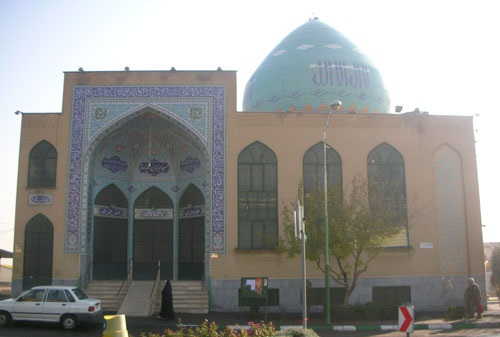
مسجد امیر المومنین

- مسجد امیرالمؤمنین

## مراکز فرهنگی
- سرای محله فرهنگیان آزادی
- فرهنگسرای دانش

## مراکز درمانی
- ساختمان پزشکان بهگران (درمانگاه امیرالمؤمنین): آزمایشگاه و دندانپزشکی هم در این درمانگاه وجود دارد.
- در کنار این درمانگاه، یک داروخانه شبانه‌روزی قرار دارد.

## مراکز ورزشی
- مجموعه ورزشی معلم (استخر، سونا، سالن چند منظوره و رزمی)
- زمین چمن مصنوعی

## مراکز تفریحی
- دو پارک یکی در کنار مسجد و دیگری در کنار بازار میوه و تره بار به همراه وسایل بازی کودکان در این شهرک وجود دارد.

## مراکز آموزشی
- مرکز علمی کاربردی کوشا
- دبستان دخترانه فرهنگ (شهدای فرهنگی)
- دبستان پسرانه باهنر
- دبیرستان دخترانه عترت

## مراکز رفاهی
- تالار پذیرایی کلاسیک غرب
- کارواش تک آزادی (بعد از زیرگذر مترو ورزشگاه آزادی کنار پمپ بنزین پتران)
- چهار عدد دستگاه عابربانک: سه تای آن جنب دفتر هیئت امنا و یک عدد آن جنب داروخانه می‌باشد.

## مراکز خرید
- میدان میوه وتره بار شهرک فرهنگیان
- سوپرمارکت علی (نجاتی)
- کیوسک فروش مطبوعات (جنب درب شهرک)
- بازارچه معلم (شامل: میوه فروشی، سبزی فروشی، فروشگاه لوازم التحریر، خدمات کامپیوتری، دو مغازه سوپر مارکت، رستوران و نانوایی سنگکی)

## میادین و خیابان‌های مهم
- میدان فرهنگ
- میدان دانش
- خیابان فرهنگیان (خیابان مرکزی و اصلی شهرک)

## شرکت وصنایع
- انبار آزادی در اختیار شرکت سوخت رسان سیار پیدو قرار داشت و هم‌اکنون به شرکت فروشگاه‌های زنجیره ای رفاه واگذار گردیده‌است.
- شرکت تاکسیرانی تک تاکسی

## مراکز نظامی و انتظامی
- پاسگاه شهرک فرهنگیان زیر نظر کلانتری تهرانسر
- پایگاه بسیج مسجد امیرالمؤمنین